# Епидемия
В епидемиологията епидемия (от старогръцки: επι, epi – „над“ и δεμος, demos – „народ“) e налице, когато нови случаи на определено заболяване, при определена популация и през определен период, значително надхвърлят обичайното и очакваното, и е налице масово разпространение на заболяването.
Епидемията се отнася до локално разпространение, но ако излезе извън границите на страна и континент, се смята за пандемия.
Най-често причинителят за епидемията е инфекциозен агент, така че става дума за инфекциозно (заразно) заболяване, като чума, ковид-19, тиф, холера, дифтерия, скарлатина, грип и др.
Епидемичният процес се характеризира с непрекъснато предаване на възбудителя на инфекцията (заразата) между хората. За възникването му са необходими 3 фактора – източник на зараза, механизъм за предаване, възприемчиви към заболяването хора.
При развитието на епидемиите влияят процесите в природните условия, каквито са епизоотиите например, и социални фактори – битова среда и условия, състояние на здравеопазването и др.
Зарази, чийто източник е само човек, се наричат антропонози; когато източник са хора и животни, се наричат зоонози (антропозоонози или зооантропонози).
В зависимост от вида на заболяването, основните пътища на разпространение на зараза биват:
- хранителна или водна – дизентерия, тиф;
- въздушно-капкова – грип; ковид-19;
- трансмисивна – малария, тиф;
- контактна – СПИН, бяс.

В много от случаите на заболяване роля играят няколко от пътищата на предаване на болестта. От начина на проникването зависи и ходът на протичането на заболяването.